# Сальєвська сільська рада
Са́льєвська сільська рада (рос. Сальевский сельский совет) — муніципальне утворення у складі Дуванського району Башкортостану, Росія. Адміністративний центр та єдиний населений пункт — село Сальєвка.

## Населення
Населення — 729 осіб (2019, 871 в 2010, 940 в 2002).